# Faristodiplosis glochidiata
Faristodiplosis glochidiata är en tvåvingeart som beskrevs av Fedotova 2006. Faristodiplosis glochidiata ingår i släktet Faristodiplosis och familjen gallmyggor. Inga underarter finns listade i Catalogue of Life.